# Schweizer Truppen in portugiesischen Diensten

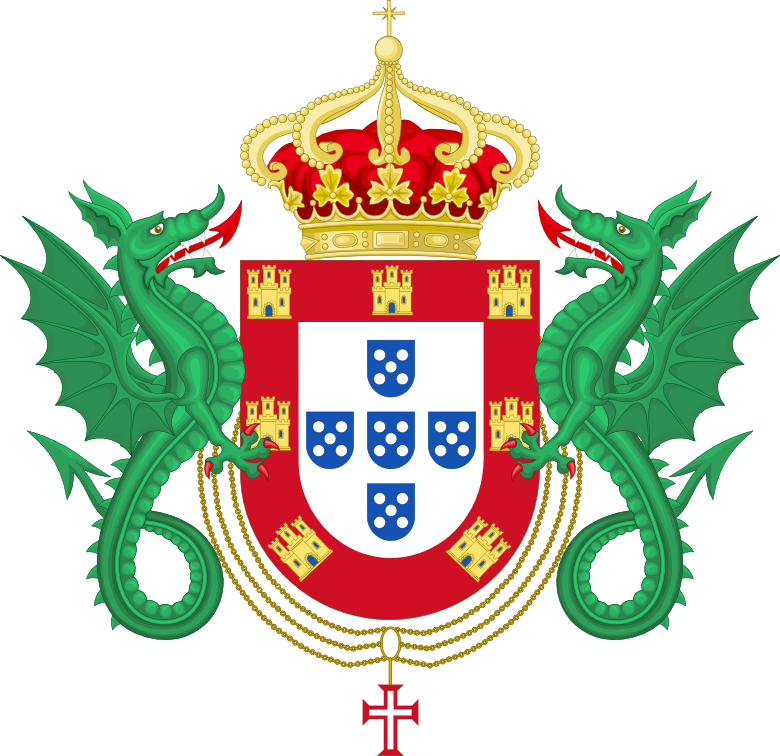
Wappen von König Joseph I. aus dem Hause Braganza

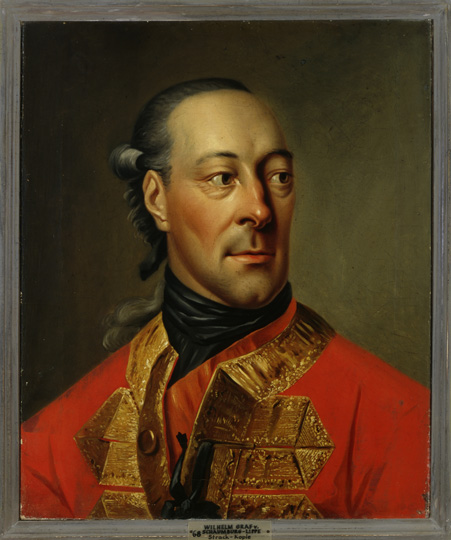
Wilhelm zu Schaumburg-Lippe

Der Einsatz 1762–1763 der beiden Schweizer Truppen in portugiesischen Diensten im Siebenjährigen Krieg endete unrühmlich. Beide Kommandanten landeten vor dem Richter: der eine wegen Unterschlagung, der andere wegen Desertion.
Schweizer Truppen in fremden Diensten hiess der von Behörden der Eidgenossenschaft mit Staatsverträgen geregelte Solddienst von geführten, ganzen Truppenkörpern im Ausland. Diese Verträge enthielten ein Kapitel, das die militärischen Angelegenheiten regelte: die sogenannte Kapitulation oder Privatkapitulation, wenn einer der Vertragspartner ein privater Militärunternehmer war.

## Übersicht der Schweizer Truppen in portugiesischen Diensten
| Das Haus Braganza Könige von Portugal und Algarve 1640–1853 Kaiser von Brasilien 1822–1889 |                        |           |
| #                                                                                          | Bezeichnung            | Jahr      |
| Joseph I. König von Portugal und Algarve 1750–1777                                         |                        |           |
| 1                                                                                          | (1) Bataillon Thormann | 1762–1763 |
| 2                                                                                          | (2) Bataillon Saussure | 1762–1763 |

## Der spanische Invasionsversuch in Portugal 1762
Unter dem Haus Braganza war das Königreich Portugal immer mehr unter den Einfluss Grossbritanniens geraten. Im Siebenjährigen Krieg 1756–1763, in dem es sich lange neutral verhalten konnte, geriet es dadurch in Opposition zu den spanischen und französischen Bourbonen.
König Joseph I. hatte andere Interessen als die Regierungsgeschäfte und überliess diese weitgehend dem Premierminister Sebastião José de Carvalho e Melo, Marquês de Pombal.
Dieser beauftragte beim spanisch-französischen Angriff 1762 auf Portugal den Grafen Wilhelm zu Schaumburg-Lippe mit der Führung der portugiesisch-britischen Truppen. Schaumburg-Lippe gelang es mit aussergewöhnlichem strategischen Geschick, trotz zahlenmässiger Unterlegenheit seiner Streitmacht, die spanische Invasion von Portugal abzuwenden.
Unter seinen Truppen befanden sich auch zwei Schweizer Bataillone, die dann allerdings unter unrühmlichen Umständen entlassen wurden.
| Bezeichnung, Einsatzdauer         | (1) Bataillon Thormann 1762–1763 |
| Jahr, Vertragspartner             | 1762, Dekret des Marquês de Pombal mit der Bewilligung der von Wilhelm von Schaumburg-Lippe abgeschlossenen Privatkapitulation mit den Bataillonskommandanten für zwei Bataillone mit Schweizer Söldnern. |
| Bestand, Formation                | 1 Bataillon von 809 Mann mit 4 Kompanien aus Schweizern und 4 Kompanien mit deutschen und ungarischen Söldnern, der Bataillonsstab bestehend aus je einem Obersten, Oberstleutnant, Major, Quartiermeister, Auditor, Grossprevost, Adjutant, Kaplan, Chirurgmajor und Tambourmajor. Als Kompaniekader dienten je ein Kapitänleutnant, Leutnant, Unterleutnant, Fähnrich, vier Feldweibel, je ein Fourier, Fahnenträger, Sekretär, sechs Wachtmeister, sechs Korporale, vier Trommler und ein Pfeifer. |
| Besitzer, Kommandant, Namensgeber | 1762, Oberst Gabriel Thormann aus Bern. |
| Herkunft Kader, Truppe            | k. A. |
| Einsatz, Ereignisse               | Das Bataillon bildete zusammen mit der anderen Schweizer Truppe das Regiment Reais Suiços (deutsch: Regiment Königliche Schweizer) im portugiesisch-britischen Heer von Schaumburg-Lippe bei dessen erfolgreicher Abwehr der spanischen Invasion Portugals. Thormann wurde wegen Unterdrückung und Erpressung von Offizieren und Soldaten sowie der Unterschlagung von Zahlungen für Sold und Ausrüstung zum Tod am Strang verurteilt. Nach deren Rückgabe wurde er begnadigt und desertierte später. Auf Grund dessen und anderer Disziplinlosigkeiten der Truppe wurde das Bataillon 1763 durch einen Erlass des Marquês de Pombal entlassen. Gabriel Thormann starb 1779 in Bern mit beschädigtem Ruf. |

| Bezeichnung, Einsatzdauer         | (2) Bataillon Saussure 1762–1763 |
| Jahr, Vertragspartner             | 1762, Dekret von Marquês de Pombal mit der Bewilligung der von Wilhelm von Schaumburg-Lippe abgeschlossenen Privatkapitulation mit den Bataillonskommandanten für zwei Bataillone mit Schweizer Söldnern. |
| Bestand, Formation                | 1 Bataillon von 809 Mann mit 4 Kompanien aus Schweizern und 4 Kompanien mit deutschen und ungarischen Söldnern, der Bataillonsstab bestehend aus je einem Obersten, Oberstleutnant, Major, Quartiermeister, Auditor, Grossprevost, Adjutant, Kaplan, Chirurgmajor und Tambourmajor. Als Kompaniekader dienten je ein Kapitänleutnant, Leutnant, Unterleutnant, Fähnrich, vier Feldweibel, je ein Fourier, Fahnenträger, Sekretär, sechs Wachtmeister, sechs Korporale, vier Trommler und ein Pfeifer. |
| Besitzer, Kommandant, Namensgeber | 1762, Oberst Marcus Saussure. |
| Herkunft Kader, Truppe            | k. A. |
| Einsatz, Ereignisse               | Das Bataillon bildete zusammen mit der anderen Schweizer Truppe das Regiment Reais Suiços (deutsch: Regiment Königliche Schweizer) im portugiesisch-britischen Heer von Schaumburg-Lippe bei dessen erfolgreicher Abwehr der spanischen Invasion Portugals. Saussure wurde wegen Desertion von einem Kriegsgericht zum Tode durch Hängen verurteilt. Auf Grund dessen und anderer Disziplinlosigkeiten der Truppe wurde das Bataillon 1763 durch einen Erlass von de Pombal entlassen.                |

Der Erlass zur Auflösung der beiden Schweizer Truppen enthielt gleichzeitig den Auftrag an Wilhelm zu Schaumburg-Lippe, ein neues Regiment Reais Extrangeiros (deutsch: Regiment Königliche Fremden), bestehend aus acht Kompanien mit 90 Mann von deutschen Söldnern plus Kader auszuheben. Es wurde 1765 aufgelöst, als sein Kommandant, Oberst Luiz Henrique Graveson, von einem Kriegsgericht zum Tod am Strang verurteilt, dann aber 1766 in Campo de Ourique von einem Peloton füsiliert wurde.
Der Siebenjährige Krieg endete 1763 im Frieden von Paris, der die globale Vormachtstellung Grossbritanniens festigte.